# Sobat
Sobat (även Bahr el-asfat) är en flod i Sydsudan i Afrika. Det är den sydligaste av de stora östliga bifloderna till Nilen. 
Sobats största källflod är Baro som rinner upp i västra Etiopien. På gränsen mellan Etiopien och Sydsudan förenas Baro söderifrån med Pibor varifrån den gemensamma floden med namnet Sobat flyter cirka 354 kilometer i nordvästlig riktning och rinner in i Vita Nilen  cirka 20 kilometer söder om staden Malakal.   Flodens totala längd från Baros källor är omkring 740 kilometer.
Under översvämningsperioden i november-december för floden med sig stora mängder vitt sediment som ger Vita Nilen dess namn.